# Dries Buytaert
Dries Buytaert (* 19. listopad 1978) je programátor open-source softwaru a zakladatel a vůdčí osobnost počítačové aplikace CMS s názvem Drupal. Buytaert obhájil svoji disertační práci v oboru počítačové vědy 27. ledna 2008 na Univerzitě v Gentu v Belgii.
V letech 1999 - 2000 byl správcem GNU/Linux WLAN FAQ.
1. prosince 2007 Dries se spoluzakladatelem Jayem Batsonem oznámili, že uvádějí na trh inicializaci pod názvem Acquia. Acquia má být pro Drupal to, co Red Hat pro Linux.
31. března 2008 Dries uvedl na trh Mollom, službu, která se věnuje zastavení spamu na internetových stránkách. Cílem Mollomu je udržet stránky čisté a zvýšit kvalitu obsahu. Mollomem je chráněno již téměř 60 000 internetových stránek.